# Helen Fisher
Helen Fisher (anglès: Helen E. Fisher)  (Manhattan, 31 de maig de 1945 - Bronx, 17 d'agost de 2024) va ser una professora universitària d'antropologia especialitzada en l'amor com a comportament humà. Segons ella aquest sentiment es pot distingir en tres tipus diferents segons els circuits del cervell que s'activen: l'amor romàntic, l'amor sexual i l'amor de companyia. Poden coincidir tots tres en una persona o desenvolupar-se cap a persones diferents en moments diferents. També va analitzar com, segons la personalitat, es tendeix a escollir un tipus de persona com a parella ideal, o un altre.